# Borgsjöbyn
Borgsjöbyn – miejscowość (småort) w Szwecji w gminie Ånge w regionie Västernorrland. Około 112 mieszkańców.